# Omnivium
Omnivium − trzeci album studyjny niemieckiej grupy muzycznej Obscura. Wydawnictwo ukazało się 29 marca 2011 roku nakładem wytwórni muzycznej Relapse Records. Okładkę płyty oraz oprawę graficzną przygotował Orion Landau - artysta znany m.in. ze współpracy z grupami Origin i Dying Fetus. Nagrania zostały zarejestrowane w 2010 w Woodshed Studios w Landshut w Niemczech. Teksty autorstwa Steffena Kummerera powstały w oparciu o książkę niemieckiego filozofa Friedricha Schellinga pt. On Nature's Connection to the Spirit World. Na rozszerzonej edycji albumu oprócz autorskich kompozycji znalazła się interpretacja utworu "Concerto" z repertuaru Cacophony. Gościnnie w nagraniach wzięli udział Tommy Talamanca znany z występów w grupie Sadist oraz wokalista Morean - członek zespołu Dark Fortress. Nagrania dotarły do 11. miejsca listy Billboard Top Heatseekers w USA sprzedając się w nakładzie 2000 egzemplarzy w przeciągu tygodnia od dnia premiery.

## Lista utworów
Opracowano na podstawie materiału źródłowego. 
1. "Septuagint" (sł. Steffen Kummerer, muz. Christian Muenzner, Steffen Kummerer, Hannes Grossmann) - 7:18
2. "Vortex Omnivium" (sł. Steffen Kummerer, muz. Christian Muenzner, Hannes Grossmann) - 4:14
3. "Ocean Gateways" (sł. Steffen Kummerer, muz. Hannes Grossmann, Steffen Kummerer) - 5:56
4. "Euclidean Elements" (sł. Steffen Kummerer, muz. Hannes Grossmann) - 4:51
5. "Prismal Dawn" (sł. Steffen Kummerer, muz. Steffen Kummerer, Jeroen Paul Thesseling, Hannes Grossmann) - 6:21
6. "Celestial Spheres" (sł. Steffen Kummerer, muz. Hannes Grossmann) - 5:28
7. "Velocity" (sł. Steffen Kummerer, muz. Steffen Kummerer, Hannes Grossmann) - 6:04
8. "A Transcendental Serenade" (sł. Steffen Kummerer, muz. Christian Muenzner, Steffen Kummerer, Hannes Grossmann, Jeroen Paul Thesseling) - 6:13
9. "Aevum" (sł. Steffen Kummerer, muz. Hannes Grossmann, Jeroen Paul Thesseling) - 7:51
10. "Concerto" (cover Cacophony) - 4:37 (utwór dodatkowy)

## Twórcy
Opracowano na podstawie materiału źródłowego.

- Steffen Kummerer – wokal prowadzący, gitara rytmiczna, gitara prowadząca
- Christian Muenzner – gitara rytmiczna, gitara prowadząca
- Jeroen Paul Thesseling – gitara basowa
- Hannes Grossmann – perkusja, instrumenty perkusyjne
- Tommy Talamanca – gościnnie gitara prowadząca
- Morean – gościnnie wokal
- V. Santura – inżynieria dźwięku, mastering, miksowanie, produkcja muzyczna
- Christian Weiß – zdjęcia
- Orion Landau – okładka, oprawa graficzna